# Rogues
Rogues là một xã trong vùng Occitanie. Xã Rogues, Gard nằm ở khu vực có độ cao trung bình 560 mét trên mực nước biển.